# 50e cérémonie des Filmfare Awards
La 50e cérémonie des Filmfare Awards s'est déroulée le 26 février 2005 au Bandra-Kurla Complex de Mumbai. Elle a été présidée par l'acteur Saif Ali Khan.

## Palmarès

### Récompenses populaires
| Catégorie                                     | Lauréat                                                                                              |
| --------------------------------------------- | --- |
| Meilleur film                                 | Veer-Zaara - produit et réalisé par Yash Chopra - avec Shahrukh Khan, Preity Zinta et Rani Mukherjee |
| Meilleur réalisateur                          | Kunal Kohli (Hum Tum)                                                                                |
| Meilleur acteur                               | Shahrukh Khan (Swades)                                                                               |
| Meilleure actrice                             | Rani Mukherjee (Hum Tum)                                                                             |
| Meilleur acteur dans un second rôle           | Abhishek Bachchan (Yuva)                                                                             |
| Meilleure actrice dans un second rôle         | Rani Mukherjee (Yuva)                                                                                |
| Meilleure performance dans un rôle comique    | Saif Ali Khan (Hum Tum)                                                                              |
| Meilleure performance dans un rôle de méchant | Priyanka Chopra (Aitraaz)                                                                            |
| Meilleur espoir masculin                      | - |
| Meilleur espoir féminin                       | Ayesha Takia (Tarzaan)                                                                               |
| Meilleur compositeur                          | Anu Malik (Main Hoon Na)                                                                             |
| Meilleur parolier                             | Javed Akhtar, pour la chanson « Tere Liye » (Veer-Zaara)                                             |
| Meilleur chanteur de play-back                | Kunal Ganjawala, pour la chanson « Bheegey Honth Tere » (Murder)                                     |
| Meilleure chanteuse de play-back              | Alka Yagnik, pour la chanson « Hum Tum - Saanso Ko Saanso Mein » (Hum Tum)                           |

### Récompenses spéciales
- Filmfare d'honneur pour l'ensemble d'une carrière : Rajesh Khanna
- Power Award : Shahrukh Khan
- Scène de l'année : Hum Tum
- Mention spéciale : Abhishek Bachchan (Yuva)
- Nouveau talent musical (récompense « RD Burman ») : Kunal Ganjawala pour « Bheegey Honth Tere » (Murder)
- Filmfare spécial du meilleur film de ces 50 dernières années : Sholay de Ramesh Sippy

### Récompenses des critiques
| Catégorie         | Lauréat                                       |
| ----------------- | --------------------------------------------- |
| Meilleur film     | Dev de Govind Nihalani et Yuva de Mani Ratnam |
| Meilleur acteur   | Pankaj Kapur (Maqbool)                        |
| Meilleure actrice | Kareena Kapoor (Dev)                          |

### Récompenses techniques
| Catégorie                          | Lauréat                                           |
| ---------------------------------- | ------------------------------------------------- |
| Meilleure histoire                 | Aditya Chopra (Veer-Zaara)                        |
| Meilleur scénario                  | Mani Ratnam (Yuva)                                |
| Meilleurs dialogues                | Aditya Chopra (Veer-Zaara)                        |
| Meilleure photographie             | Christopher Popp (Lakshya)                        |
| Meilleure direction artistique     | Sabu Cyril (Yuva)                                 |
| Meilleure chorégraphie             | Prabhu Deva pour « Main Aisa Kyu Hoon » (Lakshya) |
| Meilleur son                       | Dwarak Warrier (Dhoom)                            |
| Meilleur montage                   | Rameshwar S. Bhagat (Dhoom)                       |
| Meilleures cascades                | Vikram Dharma (Yuva)                              |
| Meilleure musique d'accompagnement | A.R. Rahman (Swades)                              |

## Les nominations
- Meilleur film : Dhoom ~ Hum Tum ~ Main Hoon Na ~ Swades ~ Veer-Zaara
- Meilleur réalisateur : Ashutosh Gowariker (Swades) ~ Farah Khan (Main Hoon Na) ~ Farhan Akhtar (Lakshya) ~ Kunal Kohli (Hum Tum) ~ Rajkumar Santoshi (Khakee) ~ Yash Chopra (Veer-Zaara)
- Meilleur acteur : Amitabh Bachchan (Khakee) ~ Hrithik Roshan (Lakshya) ~ Shahrukh Khan (Main Hoon Na) ~ Shahrukh Khan (Swades) ~ Shahrukh Khan (Veer-Zaara)
- Meilleure actrice : Aishwarya Rai (Raincoat) ~ Preity Zinta (Veer-Zaara) ~ Rani Mukherjee (Hum Tum) ~ Shilpa Shetty (Phir Milenge) ~ Urmila Matondkar (Ek Hasina Thi)
- Meilleur acteur dans un second rôle : Zayed Khan (Main Hoon Na) ~ Akshay Kumar (Mujhse Shaadi Karogi) ~ Abhishek Bachchan (Yuva) ~ Akshay Kumar (Khakee) ~ Amitabh Bachchan (Veer-Zaara)
- Meilleure actrice dans un second rôle : Rani Mukherjee (Veer-Zaara) ~ Amrita Rao (Main Hoon Na) ~ Rani Mukherjee (Yuva) ~ Priyanka Chopra (Aitraaz) ~ Divya Dutta (Veer-Zaara)
- Meilleure performance dans un rôle comique : Arshad Warsi (Hulchul) ~ Paresh Rawal (Hulchul) ~ Akshay Kumar (Mujhse Shaadi Karogi) ~ Boman Irani (Main Hoon Na) ~ Saif Ali Khan (Hum Tum)
- Meilleure performance dans un rôle négatif : Abhishek Bachchan (Yuva) ~ Priyanka Chopra (Aitraaz) ~ Suniel Shetty (Main Hoon Na) ~ Ajay Devgan (Khakee) ~ John Abraham (Dhoom)
- Meilleur compositeur : Madan Mohan (Veer-Zaara) ~ Anu Malik (Main Hoon Na) ~ A.R. Rahman (Swades) ~ Pritam Chakraborty (Dhoom)
- Meilleur parolier : Javed Akhtar pour « Tere Liye » (Veer-Zaara) ~ Javed Akhtar pour « Main Yahan » (Veer Zaara) ~ Javed Akhtar pour « Main Hoon Na » (Main Hoon Na) ~ Javed Akhtar pour « Yeh Taara Woh Taara » (Swades) ~ Javed Akhtar pour « Aisa Des Hai Mera » (Veer Zaara)
- Meilleur chanteur de play-back : Udit Narayan pour « Main Yahan » (Veer-Zaara) ~ Sonu Nigam pour « Main Hoon Na » (Main Hoon Na) ~ Kunal Ganjawala pour « Bheegey Honth Tere » (Murder) ~ Udit Narayan et Master Vignesh pour « Yeh Tara » (Swades) ~ Sonu Nigam pour « Tumse Milka » (Main Hoon Na) ~ Sonu Nigam pour « Do Pal » (Veer-Zaara)
- Meilleure chanteuse de play-back : Sunidhi Chauhan pour « Dhoom Machale » (Dhoom) ~ Alka Yagnik pour « Hum Tum - Saanso Ko Saanso Mein » (Hum Tum) ~ Alka Yagnik pour « Saanwariya » (Swades) ~ Alka Yagnik pour « Lal Dupatta » (Mujhse Shaadi Karogi) ~ Sadhana Sargam pour « Aao Na » (Kyun ! Ho Gaya Na)